# الملجأ
الملجأ هو فيلم من نوع دراما أُصدر في 2009. الفيلم من توزيع Teodora Film ‏، وهو من إخراج وسيناريو فرانسوا أوزون.

## القصة
تقع أحداث الفيلم في باريس وبلاد البشكنش.

## طاقم التمثيل
- ميلفيل بوبو
- إيزابيل كاريه
- كلير فيرنت  [لغات أخرى]‏
- جان بيير اندرياني  [لغات أخرى]‏
- جيروم كيرشر
- لويس رونان شيسي
- نيكولا مورو
- بيير لويس كاليكست  [لغات أخرى]‏
- اميل بيرلنج  [لغات أخرى]‏
- ماري ريفيير

## الإنتاج
موسيقى الفيلم التصويرية كانت من تأليف لويس رونان شيسي.

## وصلات خارجية
- الملجأ على موقع IMDb (الإنجليزية)
- الملجأ على موقع ميتاكريتيك (الإنجليزية)
- الملجأ على موقع روتن توميتوز (الإنجليزية)
- الملجأ على موقع نتفليكس (الإنجليزية)
- الملجأ على موقع ألو سيني (الفرنسية)
- الملجأ على موقع Turner Classic Movies (الإنجليزية)
- الملجأ على موقع أول موفي (الإنجليزية)
- الملجأ على موقع بوكس أوفيس موجو (الإنجليزية)
- الملجأ على موقع فيلمافينيتي (الإسبانية)
- الملجأ على موقع قاعدة بيانات الفيلم (الإنجليزية)